# باغاناس
باغاناس (به قزاقی: Baqanas) یک منطقهٔ مسکونی در قزاقستان است که در استان آلماتی واقع شده‌است.